# Eva Ottawa
Eva Ottawa é uma professora, jurista e líder indígena do Canadá, pertencente à nação Atikamekw.
Nascida em Manawan, formou-se em Sociologia em 1996 e em Direito em 2002. É professora adjunta da Universidade de Ottawa, leciona tradições jurídicas indígenas e desenvolve pesquisa em pluralismo jurídico e ordens jurídicas indígenas. Foi membro do Comitê de Verdade e Reconciliação e um dos organizadores do Fórum sobre a Lei e Governança Atikamekw-Nehirowisiw.
Serviu como consultora governamental para educação em governança, foi membro da Comissão dos Direitos da Pessoa, da Comissão dos Direitos da Juventude e presidente do Conselho do Estatuto da Mulher. Foi eleita Grande Chefe da nação indígena Atikamekw em 2006, ocupando a posição até 2013, atuando em reivindicações de terras e autogoverno de seu povo, e foi membro da Comissão da Constituição Atikamekw.
Além de sua militância em prol dos interesses indígenas em geral, é uma militante feminista, e foi a primeira mulher canadense a ocupar a posição de Grande Chefe de sua nação e a primeira mulher indígena a liderar um conselho estatal da província de Quebec. Lise Thériault, vice-primeira-ministra do Canadá a chamou de "um verdadeiro modelo de sucesso para todas as mulheres de Quebec". Em 2012 recebeu a Medalha do Jubileu da rainha Elisabeth II do Reino Unido, e em 2016 a Medalha Primeiras Nações do governo de Quebec.